# Németkér
Németkér è un comune dell'Ungheria centro-meridionale di 1 982 abitanti (dati 2001). È situato nella contea di Tolna.